# John Lounsbery
John Lounsbery (geboren am 9. März 1911 in Cincinnati (Ohio); gestorben am 13. Februar 1976 in Los Angeles (Kalifornien)) war ein US-amerikanischer Animator, der für seine Arbeit bei Walt Disney bekannt ist.

## Leben
John Lounsbery wuchs als jüngstes von drei Geschwisterkindern in Colorado auf. Er besuchte die East Denver High School und wurde nach seinem Abschluss am Art Institute of Denver angenommen. 1932 zog er nach Los Angeles, wo er 1935 eine Anstellung bei The Walt Disney Company erhielt. Dort wirkte er bis zu seinem Tod an diversen abendfüllenden Zeichentrickfilmproduktionen mit. Er war Teil der sogenannten Disney’s Nine Old Men und wurde 1989 posthum als eine der Disney Legends geehrt.

## Filmografie (Auswahl)

### Regisseur
- 1977: Die vielen Abenteuer von Winnie Puuh
- 1977: Bernard und Bianca – Die Mäusepolizei

### Animator
- 1940: Pinocchio
- 1940: Fantasia
- 1941: Dumbo
- 1946: Onkel Remus’ Wunderland
- 1950: Alice im Wunderland
- 1955: Susi und Strolch
- 1959: Dornröschen
- 1967: Das Dschungelbuch
- 1970: Aristocats
- 1973: Robin Hood

## Auszeichnungen
- 1986: Annie Awards – Gewinner des Winsor McCay Award
- 1989: Disney Legends